# Neil Sheehan
Cornelius Mahoney «Neil» Sheehan (Holyoke, Massachusetts; 27 de octubre de 1936 - Washington D. C., 7 de enero de 2021) fue un escritor y periodista estadounidense que, mientras se desempeñaba como reportero de The New York Times en 1971, obtuvo los Papeles del Pentágono de Daniel Ellsberg, a raíz de lo cual publicó una serie de artículos que revelaron una historia secreta del Departamento de Defensa de los Estados Unidos sobre la guerra de Vietnam y condujo a un caso de la Corte Suprema de los Estados Unidos, New York Times Co. v. Estados Unidos, 403 U.S. 713 (1971), cuando el gobierno de los Estados Unidos no pudo detener su publicación.
Recibió un premio Pulitzer y un Premio Nacional del Libro por su obra de 1988 A Bright Shining Lie (en español: Una mentira brillante y luminosa) sobre la vida del teniente coronel John Paul Vann y la participación de los Estados Unidos en la guerra de Vietnam. 

## Vida y carrera
Sheehan nació en Holyoke, Massachusetts, hijo de Mary (O'Shea) y Cornelius Joseph Sheehan, inmigrantes irlandeses. Fue criado en una granja lechera cerca de Holyoke. Se graduó en la Escuela Mount Hermon (más tarde Northfield Mount Hermon) y en la Universidad de Harvard con una licenciatura en Historia (cum laude) en 1958. Sirvió en el Ejército de los Estados Unidos de 1959 a 1962, cuando fue destinado a Corea y luego trasladado a Tokio, donde trabajó como pluriempleado en la oficina de Tokio de United Press International (UPI). 
Después de su licenciamiento, pasó dos años cubriendo la guerra de Vietnam como jefe de la oficina de UPI en Saigón. En 1963, durante la crisis budista, Sheehan y David Halberstam desacreditaron la afirmación del régimen de Ngo Dinh Diem de que las fuerzas regulares del Ejército de la República de Vietnam habían perpetrado las redadas de la Pagoda Xa Loi, afirmaciones que las autoridades estadounidenses inicialmente aceptaron. En cambio, demostraron que los asaltantes eran en realidad Fuerzas Especiales sudvietnamitas leales al hermano de Diem, Nhu, para incriminar a los generales del ejército. En 1964, se incorporó a The New York Times y trabajó en la oficina del periódico en la ciudad durante un tiempo antes de regresar a Extremo Oriente, primero a Indonesia y luego a pasar un año más en Vietnam. Sheehan fue uno de los numerosos periodistas estadounidenses e internacionales que recibió información valiosa de Pham Xuan An, un corresponsal veterano de veinte años de la revista Time y de Reuters, que luego se reveló que también era un espía del Frente de Liberación Nacional de Vietnam.
En el otoño de 1966, se convirtió en corresponsal en el Pentágono. Dos años después, comenzó a informar sobre la Casa Blanca. Fue corresponsal de asuntos políticos, diplomáticos y militares. Obtuvo los Papeles del Pentágono para el Times en 1971. El gobierno de los Estados Unidos intentó detener la publicación, dando lugar al caso New York Times Co. v. Estados Unidos (403 US 713), que tuvo como consecuencia que la Corte Suprema rechazara la posición del gobierno y estableciera una decisión histórica sobre la Primera Enmienda. La publicación le valdría a The New York Times el premio Pulitzer al servicio público. 
En 1970, Sheehan reseñó la obra Conversations with Americans de Mark Lane en el New York Times Book Review. Calificó el libro como una colección de historias de crímenes de la guerra de Vietnam con algunos defectos obvios que el autor no había verificado. Sheehan pidió que se realizase un trabajo más minucioso y académico sobre los crímenes de guerra que se estaban cometiendo en Vietnam.
El 28 de marzo de 1971, Sheehan publicó un artículo en The New York Times Book Review titulado «¿Deberíamos tener juicios por crímenes de guerra?», sugiriendo que la conducta de la guerra de Vietnam podría constituir un crimen contra la humanidad y que los altos líderes políticos y militares estadounidenses podrían ser llevados a juicio. En respuesta, el Pentágono preparó una refutación detallada que justificaba su conducta en la guerra y exoneraba a los comandantes superiores, aunque la refutación nunca se publicó debido a la creencia de que solo exacerbaría el problema.
En noviembre de 1974, Sheehan resultó gravemente herido en un accidente de tráfico en una carretera de montaña nevada al oeste de Maryland, un accidente causado por un automovilista sin seguro cuyo comportamiento al volante era posiblemente de naturaleza criminal. La esposa de Sheehan, la veterana escritora del New Yorker, Susan Sheehan, relató los detalles del accidente y su impacto emocional, legal y financiero en un artículo de 1978 para la revista. El tiempo y el esfuerzo dedicados a luchar contra tres demandas por difamación en relación con un libro anterior, que duraron hasta 1979, y la prolongada recuperación de Sheehan de sus heridas retrasaron el trabajo en su nuevo libro sobre John Paul Vann, que inició en 1972. Después de que el Times diera por finalizada una licencia sin derecho a sueldo de cuatro años en 1976, renunció formalmente al periódico para continuar trabajando en el libro.
Aunque recibió un anticipo inicial de Random House por valor de 67 500 dólares en 1972 (de los cuales tenía derecho a 45 000 antes de la publicación), Sheehan, un escritor «terriblemente lento» que «[perseguía hasta] el último hecho», subsistió principalmente gracias a los honorarios de las conferencias y becas de la Fundación John Simon Guggenheim Memorial (1973-1974), el Instituto Adlai Stevenson de Estudios Internacionales de la Universidad de Chicago (1973-1975), el Instituto Lehrman (1975-1976), la Fundación Rockefeller (1976-1977) y el Centro Internacional para Académicos Woodrow Wilson (1979-1980) durante el resto de la década de 1970. Según William Prochnau, la última beca marcó un «punto de inflexión» significativo para el libro, ya que Sheehan «hablaba sobre Vietnam todo el día, todos los días» con Peter Braestrup después de abandonar varios cientos de páginas del manuscrito que Susan Sheehan calificó como un comienzo en falso. Cuando Sheehan terminó «las tres quintas partes del manuscrito» en el verano de 1981, el anticipo inicial se renegoció y se elevó a 200 000 dólares con una fecha de entrega prevista de 1983. Por su parte, William Shawn, de The New Yorker, accedió a realizar un extracto del manuscrito terminado y a adelantar fondos según fuera necesario. 
Todavía acosado por problemas de salud (incluido un nervio pinzado y osteoartritis), finalmente completó el libro, A Bright Shining Lie: John Paul Vann and America in Vietnam, en 1986. Editado por Robert Loomis y publicado en 1988, fue nominado a los premios Pulitzer de biografía e historia y recibió el premio Pulitzer de no ficción general. También ganó el Premio Nacional del Libro en la categoría de no ficción.

## Familia
Su esposa Susan Sheehan también ganó el premio Pulitzer de no ficción en 1983 por ¿There No Place on Earth for Me?
También tiene dos hijas, Catherine y Maria, y dos nietos. 

## Libros
- The Pentagon Papers as published by the New York Times (1971)
- The Arnheiter Affair (1972), sobre Marcus Aurelius Arnheiter, un oficial de la Armada de los Estados Unidos relevado del mando en 1966
- A Bright Shining Lie: John Paul Vann and America in Vietnam (1988)
- After the War Was Over (1992)
- A Fiery Peace in a Cold War: Bernard Schriever and the Ultimate Weapon (2009)

## En la cultura popular
El personaje de Sheehan fue interpretado por Jonas Chernick en la película The Pentagon Papers (2003) y por Justin Swain en The Post (2017). Aparece interpretándose a sí mismo en la serie documental The Vietnam War de Ken Burns de 2017. 